# Orde van de Held van Kazachstan
De Orde Held van Kazachstan is een hoge in 1993 ingestelde onderscheiding van Kazachstan. De orde, in zijn oudste vorm een typische socialistische orde is een herinnering aan de periode dat het land deel van de Sovjet-Unie uitmaakte. In de Sovjet-Unie waren heldenorden in de vorm van een ster een belangrijk element van het decoratiestelsel.
Een "Held van Kazachstan" ("Халық Қаһарманы") mag een zevenpuntige gouden ster aan een driehoekige metalen groene driehoek op een rode driehoek op de linkerborst dragen.
De moderne versierselen hebben zich losgemaakt van de Sovjet-traditie. De ster wordt nu met een gouden beugel aan een rechthoekig lichtblauw lint gedragen. Op de ster zijn zeven briljantgeslepen synthetische edelstenen, zogenaamde Zirkonia, bevestigd.
De orde is zeldzaam, de sterren werden 32 maal uitgereikt; een aantal malen was dat postuum.